# جولیا الترا گوریتی
جولیا الترا گوریـِتی (ایتالیایی: Giulia Elettra Gorietti؛ زادهٔ ۲۹ سپتامبر ۱۹۸۸) بازیگر اهل ایتالیا است.
از فیلم‌ها یا برنامه‌های تلویزیونی که وی در آن نقش داشته‌است می‌توان به سوبورا اشاره کرد.